# 英由佳
英 由佳（はなぶさ ゆか、1977年12月23日 - ）は、東京都出身の日本の女優、モデル。血液型はA型。

## 来歴・人物
- 雑誌「SO-EN」「MORE」「FROW」等のモデル、ヒロミチナカノやベネトンなどのブランドのモデルとして活動。
- 2003年、行定勲監督の映画『Seventh Anniversary』（ENBUバージョン）の主役・ルル役を演じる。
- 2006年開催の第20回高崎映画祭にて、映画「DV ドメスティックバイオレンス」で最優秀新人女優賞を受賞。
- 趣味は読書、得意なスポーツはテニス、水泳、スノーボード。

## 出演

### 映画
- Seventh Anniversary（ENBUバージョン）（2003）：主演
- 自殺マニュアル（2003）
- 終着駅の次の駅（2003）
- 鬼（2004）
- もうすぐ春（2004）
- 絵画館（2004）
- DV ドメスティック・バイオレンス（2005）：主演
- 山手線デスゲーム（2005）
- Life on the longbord（2005）
- 全身と小指（2005）
- 刑事まつり「デカ節」（2005）
- 刑事まつり「刑事のいけにえ」（2005）
- 怪談新耳袋劇場版「幽霊マンション」（2005）
- 悪霊（2005）
- 30にもなれば（2005）：主演
- 輪廻（2006）
- 今日と明日の間（2006）
- 鉄人と私（2006）
- 朝の水浴（2006）
- bunny boy（2006）
- 秘メ煙〜HIMEGEMURI〜（2007）
- ほわいと。ポーズ（2008） - ショートショートフィルムフェスティバル2008ジャパン部門入選
- 20世紀少年第2章〜最後の希望〜（2009）
- キリトル（2009）
- ウルトラマンゼロ THE MOVIE 超決戦!ベリアル銀河帝国（2010）：エメルル王妃
- 白夜行（2011）
- 心霊病棟 ささやく死体（2011年9月17日、アムモ98） - 桂川頼子 役

### テレビドラマ
- 大河ドラマ「北条時宗」（NHK)
- 怪奇大家族（テレビ東京）
- 月曜ドラマスペシャル「私だってキレるわよ〜噂の女」（TBS)
- 火曜サスペンス劇場「あのひとの髪」（日本テレビ）
- 名探偵キャサリン 10 「呪われたルビーの謎」（TBS）

暴れん坊将軍などに出演

### その他
- DVD『卒業〜AKB48 小野恵令奈 4年半の真実〜』（ワニブックス・2010年11月3日発売）
作品中のショートムービーで小野恵令奈の母役を演じている。